# تاریخ پول و بانکداری در ایالات متحده
تاریخ پول و بانکداری در ایالات متحده (به انگلیسی: A History of Money and Banking in the United States) کتاب نوشته موری روتبارد است که در سال ۲۰۰۲ منتشر شد. این کتاب پس از مرگ روتبارد و بر اساس دست نوشته‌های بایگانی شده او منتشر شد. نویسنده تورم‌ها، وحشت‌های بانکی و سقوط پول از دوره استعمار تا اواسط قرن بیستم را شرح می‌دهد.